# Jotapian
Jotapian (Marcus Fulvius Rufus Iotapianus) – uzurpator tytułu cesarza rzymskiego, działający w Syrii i Kapadocji za panowania Filipa I (244–249).
Obwołany władcą w Syrii przez wojska zniecierpliwione uciążliwymi rządami (m.in. wzrostem podatków) i zbuntowane przeciw namiestnikowi Pryskusowi będącemu bratem cesarza. Dla zwiększenia wiarygodności miał podawać się za potomka jakiegoś Aleksandra  (Wielkiego? Zdaniem innych mogło chodzić o pokrewieństwo z cesarzem Aleksandrem Sewerem (222–235)). Jego niezwykłe miano, jakkolwiek niespotykane w formie męskiej, w postaci żeńskiej (Jotape) znane jest z rodzin panujących w Kommagenie i Emesie. Należał zapewne do tubylczej arystokracji prowincjonalnej; mógł być nawet członkiem rodziny panującej w Kommagenie, która utraciła władzę na rzecz Rzymian za Wespazjana w 72 r. n.e.
Mając siedzibę w Antiochii, krótkotrwale rządził Syrią i Kapadocją, nim pod koniec 248 (bądź już w 249) roku został zamordowany przez własnych żołnierzy. Głowę jego miano przesłać do Rzymu i okazać następnemu cesarzowi – Decjuszowi. Ograniczony zasięg jego rebelii i dość prymitywna stylistyka monet wskazują na to, że nie miał dostępu do żadnej z ważniejszych mennic cesarstwa. Monety jego są nader rzadkie, co potwierdzałoby krótki czas trwania uzurpacji. 
Wzmianki o nim spotykamy u nielicznych autorów starożytnych (Aureliusz Wiktor, Zosimos, Polemiusz Sylwiusz).